# Promozione Campania-Molise 1986-1987
Nella stagione 1986-1987 la Promozione era sesto livello del calcio italiano (il massimo livello regionale). Qui vi sono le statistiche relative al campionato in Campania e in Molise.
Il campionato è strutturato in vari gironi all'italiana su base regionale, gestiti dai Comitati Regionali di competenza. Promozioni alla categoria superiore e retrocessioni in quella inferiore non erano sempre omogenee; erano quantificate all'inizio del campionato dal Comitato Regionale secondo le direttive stabilite dalla Lega Nazionale Dilettanti, ma flessibili, in relazione al numero delle società retrocesse dal Campionato Interregionale e perciò, a seconda delle varie situazioni regionali, la fine del campionato poteva avere degli spareggi sia di promozione che di retrocessione.

## Girone A

### Squadre partecipanti
| Club                        | Città (provincia)           | Stadio | Stagione precedente |
| --------------------------- | --------------------------- | ------ | ------------------- |
| U.S. Arzanese               | Arzano (NA)                 |        |                     |
| U.S. Boys Caivanese         | Caivano (NA)                |        |                     |
| A.S. Casale Bonito          | Casal di Principe (CE)      |        |                     |
| A.S. Cellole                | Cellole (CE)                |        |                     |
| S.C. Frattese S.r.l.        | Frattamaggiore (NA)         |        |                     |
| S.S.C. Giugliano            | Giugliano in Campania (NA)  |        |                     |
| Interfrattese               | Frattamaggiore (NA)         |        |                     |
| Pol. Larino                 | Larino (CB)                 |        |                     |
| U.S. Maddalonese            | Maddaloni (CE)              |        |                     |
| Olympia Agnonese            | Agnone (IS)                 |        |                     |
| A.S. Real Aversa            | Aversa (CE)                 |        |                     |
| U.S. San Clemente           | Casamarciano (NA)           |        |                     |
| Pol. San Giorgio del Sannio | San Giorgio del Sannio (BN) |        |                     |
| S.S.C. Santantimese         | Sant'Antimo (NA)            |        |                     |
| S.S. Torrecuso Riviera      | Torrecuso (BN)              |        |                     |
| A.C. Virtus Sessa           | Sessa Aurunca (CE)          |        |                     |

### Classifica finale
|  | Pos. | Squadra                | Pt | G  | V  | N  | P  | GF | GS | DR  |
|  | ---- | ---------------------- | -- | -- | -- | -- | -- | -- | -- | --- |
|  | 1.   | Arzanese               | 44 | 30 | 17 | 10 | 3  | 53 | 17 | +36 |
|  | 2.   | Olympia Agnonese       | 42 | 30 | 18 | 6  | 6  | 51 | 24 | +27 |
|  | 3.   | Casale Bonito          | 37 | 30 | 13 | 11 | 6  | 53 | 35 | +18 |
|  | 4.   | Boys Caivanese         | 35 | 30 | 11 | 13 | 6  | 36 | 21 | +15 |
|  | 5.   | Giugliano              | 35 | 30 | 14 | 7  | 9  | 33 | 30 | +3  |
|  | 6.   | Larino                 | 31 | 30 | 12 | 7  | 11 | 35 | 36 | -1  |
|  | 7.   | Real Aversa            | 30 | 30 | 13 | 4  | 13 | 33 | 35 | -2  |
|  | 8.   | Maddalonese            | 29 | 30 | 9  | 11 | 10 | 50 | 34 | +16 |
|  | 9.   | Torrecuso Riviera      | 29 | 30 | 9  | 11 | 10 | 36 | 38 | -2  |
|  | 10.  | Interfrattese          | 28 | 30 | 8  | 12 | 10 | 25 | 25 | 0   |
|  | 11.  | Cellole                | 28 | 30 | 9  | 10 | 11 | 24 | 33 | -9  |
|  | 12.  | Virtus Sessa           | 27 | 30 | 7  | 13 | 10 | 24 | 23 | +1  |
|  | 13.  | San Clemente           | 26 | 30 | 8  | 10 | 12 | 23 | 33 | -10 |
|  | 14.  | Frattese               | 25 | 30 | 8  | 9  | 13 | 19 | 32 | -13 |
|  | 15.  | Sant'Antimese          | 20 | 30 | 6  | 8  | 16 | 21 | 65 | -44 |
|  | 16.  | San Giorgio del Sannio | 14 | 30 | 3  | 8  | 19 | 26 | 59 | -33 |

Legenda:
      Ammesso agli spareggi promozione.
      Retrocessa.
Regolamento:
Due punti a vittoria, uno a pareggio, zero a sconfitta.
- La Frattese è retrocessa, poi si fonde con l'Interfrattese e rimane nel campionato di Promozione.

## Girone B

### Squadre partecipanti
| Club                          | Città (provincia)           | Stadio | Stagione precedente |
| ----------------------------- | --------------------------- | ------ | ------------------- |
| S.P. Barrese                  | Napoli                      |        |                     |
| Pol. Bruscianese Club Azzurro | Brusciano (NA)              |        |                     |
| A.C. Casoria                  | Casoria (NA)                |        |                     |
| A.S. Folgore Cappella         | Monte di Procida (NA)       |        |                     |
| A.P. Pimonte                  | Pimonte (NA)                |        |                     |
| S.S. Portici                  | Portici (NA)                |        |                     |
| Portici New Line              | Portici (NA)                |        |                     |
| S.S. Real Gragnano            | Gragnano (NA)               |        |                     |
| Real Santa Lucia Ponticelli   | Napoli                      |        |                     |
| F.C. Sangiuseppese            | San Giuseppe Vesuviano (NA) |        |                     |
| Pol. Sanità                   | Napoli                      |        |                     |
| A.S.C. Saviano                | Saviano (NA)                |        |                     |
| U.P. Sibilla Bacoli           | Bacoli (NA)                 |        |                     |
| U.S. Succivo                  | Succivo (CE)                |        |                     |
| U.S. Trecase                  | Trecase (NA)                |        |                     |
| U.S. Vico Equense             | Vico Equense (NA)           |        |                     |

### Classifica finale
|  | Pos. | Squadra                     | Pt | G  | V  | N  | P  | GF | GS | DR  |
|  | ---- | --------------------------- | -- | -- | -- | -- | -- | -- | -- | --- |
|  | 1.   | Portici                     | 50 | 30 | 22 | 6  | 2  | 57 | 15 | +42 |
|  | 2.   | Sangiuseppese               | 44 | 30 | 18 | 8  | 4  | 59 | 17 | +42 |
|  | 3.   | Succivo                     | 37 | 30 | 14 | 9  | 7  | 57 | 24 | +33 |
|  | 4.   | Folgore Cappella            | 35 | 30 | 11 | 13 | 6  | 33 | 23 | +10 |
|  | 5.   | Real Santa Lucia Ponticelli | 33 | 30 | 11 | 11 | 8  | 33 | 27 | +6  |
|  | 6.   | Sibilla Bacoli              | 32 | 30 | 11 | 11 | 8  | 33 | 32 | +1  |
|  | 7.   | Portici New Line            | 31 | 30 | 11 | 9  | 10 | 49 | 38 | +11 |
|  | 8.   | Casoria                     | 30 | 30 | 10 | 10 | 10 | 45 | 30 | +15 |
|  | 9.   | Pimonte                     | 30 | 30 | 10 | 10 | 10 | 39 | 33 | +6  |
|  | 10.  | Sanità                      | 30 | 30 | 10 | 10 | 10 | 53 | 50 | +3  |
|  | 11.  | Saviano                     | 30 | 30 | 10 | 10 | 10 | 35 | 34 | +1  |
|  | 12.  | Barrese                     | 30 | 30 | 11 | 8  | 11 | 34 | 36 | -2  |
|  | 13.  | Vico Equense                | 29 | 30 | 8  | 13 | 9  | 32 | 39 | -7  |
|  | 14.  | Trecase                     | 16 | 30 | 5  | 6  | 19 | 26 | 56 | -30 |
|  | 15.  | Real Gragnano (-3)          | 13 | 30 | 3  | 10 | 17 | 24 | 65 | -41 |
|  | 16.  | Bruscianese Club Azzurro    | 6  | 30 | 0  | 6  | 24 | 5  | 95 | -90 |

Legenda:
      Retrocessa.
Regolamento:
Due punti a vittoria, uno a pareggio, zero a sconfitta.

## Girone C

### Squadre partecipanti
| Club                     | Città (provincia)         | Stadio | Stagione precedente |
| ------------------------ | ------------------------- | ------ | ------------------- |
| U.S. Agropoli            | Agropoli (SA)             |        |                     |
| Pol. Don Bosco Oplonti   | Torre Annunziata (NA)     |        |                     |
| A.C. Ebolitana           | Eboli (SA)                |        |                     |
| U.S. Faiano              | Faiano (SA)               |        |                     |
| U.S. Felice Scandone     | Montella (AV)             |        |                     |
| A.C. Fisciano            | Fisciano (SA)             |        |                     |
| Pol. Gelbison            | Vallo della Lucania (SA)  |        |                     |
| S.S. Nuova Sanseverinese | Mercato San Severino (SA) |        |                     |
| A.C. Nuovo Terzigno      | Terzigno (NA)             |        |                     |
| P. Matinella             | San Rufo (SA)             |        |                     |
| Pol. Pontecagnano Faiano | Pontecagnano Faiano (SA)  |        |                     |
| U.S. Poseidon            | Capaccio (SA)             |        |                     |
| Real Giove               | Battipaglia (SA)          |        |                     |
| A.C. Sant'Antonio Abate  | Sant'Antonio Abate (NA)   |        |                     |
| A.C. Sianese             | Siano (SA)                |        |                     |
| S.C. Spes                | Battipaglia (SA)          |        |                     |

### Classifica finale
|  | Pos. | Squadra             | Pt | G  | V  | N  | P  | GF | GS  | DR   |
|  | ---- | ------------------- | -- | -- | -- | -- | -- | -- | --- | ---- |
|  | 1.   | Sant'Antonio Abate  | 51 | 30 | 22 | 7  | 1  | 73 | 14  | +59  |
|  | 2.   | Ebolitana           | 49 | 30 | 22 | 5  | 3  | 53 | 11  | +42  |
|  | 3.   | Fisciano            | 41 | 30 | 17 | 7  | 6  | 62 | 18  | +44  |
|  | 4.   | Pontecagnano Faiano | 35 | 30 | 10 | 15 | 5  | 37 | 17  | +20  |
|  | 5.   | Nuovo Terzigno (-1) | 33 | 30 | 14 | 6  | 10 | 56 | 22  | +34  |
|  | 6.   | Don Bosco Oplonti   | 32 | 30 | 12 | 8  | 10 | 38 | 22  | +16  |
|  | 7.   | Poseidon            | 30 | 30 | 12 | 6  | 12 | 46 | 42  | +4   |
|  | 8.   | Felice Scandone     | 29 | 30 | 10 | 9  | 11 | 41 | 44  | -3   |
|  | 9.   | Agropoli            | 28 | 30 | 10 | 8  | 12 | 36 | 28  | +8   |
|  | 10.  | Sianese             | 28 | 30 | 10 | 8  | 12 | 36 | 41  | -5   |
|  | 11.  | Real Giove          | 27 | 30 | 8  | 11 | 11 | 27 | 35  | -8   |
|  | 12.  | Gelbison            | 26 | 30 | 8  | 10 | 12 | 35 | 36  | -1   |
|  | 13.  | Nuova Sanseverinese | 26 | 30 | 9  | 8  | 13 | 39 | 57  | -18  |
|  | 14.  | P. Matinella        | 21 | 30 | 6  | 9  | 15 | 34 | 48  | -14  |
|  | 15.  | Spes                | 21 | 30 | 6  | 9  | 15 | 18 | 39  | -21  |
|  | 16.  | Faiano (-1)         | 1  | 30 | 0  | 2  | 28 | 11 | 204 | -193 |

Legenda:
      Retrocessa.
Regolamento:
Due punti a vittoria, uno a pareggio, zero a sconfitta.

## Spareggi promozione tra le prime classificate
- Sant'Antonio Abate-Arzanese 4-0
- Arzanese-Portici 1-2
- Portici-Sant'Antonio Abate 0-0

### Classifica
|  | Pos. | Squadra            | Pt | G | V | N | P | GF | GS | DR |
|  | ---- | ------------------ | -- | - | - | - | - | -- | -- | -- |
|  | 1.   | Sant'Antonio Abate | 3  | 2 | 1 | 1 | 0 | 4  | 0  | +4 |
|  | 2.   | Portici            | 3  | 2 | 1 | 1 | 0 | 2  | 2  | 1  |
|  | 3.   | Arzanese           | 0  | 2 | 0 | 0 | 2 | 1  | 6  | -5 |

Verdetti
- Sant'Antonio Abate e Portici promosse in Campionato Interregionale 1987-1988.